# 永峰弥吉
永峰 弥吉（彌吉、ながみね やきち、1840年12月1日〈天保11年11月8日〉 - 1894年〈明治27年〉1月12日）は、幕末の幕臣、明治期の内務官僚。官選県知事。旧姓・高橋、幼名・良三郎、号・舟所。

## 経歴
駿河国駿府で幕府代官属吏・高橋古太夫の第三子として生まれ、幕臣・永峰家の養子となる。戊辰戦争で旧幕府軍とともに脱走し、箱館政権の会計奉行のもとで組頭を務め、兵糧・銃器の調達などに従事。降伏後、謹慎を経て静岡藩に復籍。人見寧らと集学所の設立に尽力。
廃藩置県後、静岡県に出仕し、権大属、二等属、一等属、少書記官、大書記官を歴任。1885年、内務省に転じ内務少書記官に就任。以後、大阪府書記官、福島県書記官を歴任。
1891年4月9日、第1次山縣内閣により宮崎県知事に登用された。第2回衆議院議員総選挙において選挙干渉を行った。1892年8月20日、佐賀県知事に転任。第5回県会議員選挙では選挙干渉を行わなかった。病のため在任中に死去した。

## 栄典
- 1891年（明治24年）4月21日 - 従四位[7]
- 1892年（明治25年）6月29日 - 勲四等瑞宝章[8]

## 親族
兄は根津勢吉であり、いとこに川路聖謨がいる。孫は原田國男である。